# Blauwvleugeltaling
De blauwvleugeltaling (Spatula discors, synoniem: Anas discors) is een eend uit Noord-Amerika.

## Kenmerken
De woerd heeft een zwarte kruin op het voorhoofd en de kin. Een opvallende, halvemaanvormige, witte vlek tussen oog en snavel. De rest van de kop is blauwgrijs. De voorvleugel is hemelsblauw tot spiegelgroen. De onderkant is okergeel met dicht op elkaar staande ronde zwarte vlekjes. De staartdekveren aan weerskanten zijn beschilderd met een witte vlek. De snavel is zwart en de poten zijn geel. Het vrouwtje heeft een lichtblauwe voorvleugel en een witte buik. De lichaamslengte bedraagt ongeveer 40 cm.

## Voortplanting
In het voorjaar worden 10 tot 12 cremekleurige eieren afgezet, die in ongeveer 23 dagen worden uitgebroed. De kuikens zijn lichtbruin met gele vlekken. Ze hebben een lichtere onderzijde.

## Verspreiding en leefgebied
De blauwvleugeltaling leeft in centraal Noord-Amerika in voedselrijke ondiepe meren, plassen met verlandingszones en moerassen.
De winter wordt doorgebracht in Midden-Amerika.
Langs de Surinaamse kust is deze taling een talrijke trekvogel en wintergast en hij wordt er gezien in Eleocharis mutata-vegetatie. In zijn broedgebieden wordt de vogel zelden in brak of zout water gezien, maar hij overwintert in Suriname alleen daar in.

## Voorkomen in Nederland
In Nederland is de blauwvleugeltaling een dwaalgast die in totaal 44 keer is waargenomen.

## Status
De grootte van de populatie is in 2020 geschat op 7,8 miljoen volwassen vogels. Op de Rode lijst van de IUCN heeft deze soort de status niet bedreigd.